# Jarret Eaton
Jarret Eaton (ur. 24 czerwca 1989) – amerykański lekkoatleta specjalizujący się w krótkich biegach płotkarskich.
Czwarty zawodnik biegu na 60 metrów przez płotki podczas halowych mistrzostw świata w Portland (2016). Na kolejnym halowym czempionacie globu w Birmingham został wicemistrzem świata.
Stawał na najwyższym stopniu podium mistrzostw NCAA.
Złoty medalista mistrzostw USA.

## Osiągnięcia
| Rok  | Impreza                   | Miejsce    | Konkurencja                    | Lokata     | Wynik |
| ---- | ------------------------- | ---------- | ------------------------------ | ---------- | ----- |
| 2016 | Halowe mistrzostwa świata | Portland   | Bieg na 60 metrów przez płotki | 4. miejsce | 7,50  |
| 2018 | Halowe mistrzostwa świata | Birmingham | Bieg na 60 metrów przez płotki | 2. miejsce | 7,47  |
| 2019 | Igrzyska panamerykańskie  | Lima       | Sztafeta 4 × 100 m             | 3. miejsce | 38,27 |
| 2022 | Halowe mistrzostwa świata | Belgrad    | Bieg na 60 metrów przez płotki | 3. miejsce | 7,53  |

## Rekordy życiowe
Stadion
- Bieg na 100 metrów – 10,96 (5 maja 2017, Wingate), 10,81 (28 marca 2009, Tallahassee)
- Bieg na 200 metrów – 21,90 (18 kwietnia 2009, Princeton)
- Bieg na 110 metrów przez płotki – 13,25 (20 maja 2016, Ostrawa)
- Bieg na 400 metrów przez płotki – 53,26 (28 kwietnia 2007, Filadelfia)

Hala
- Bieg na 55 metrów – 6,36 (20 stycznia 2016, Columbia)
- Bieg na 60 metrów – 6,83 (30 stycznia 2016, Saskatoon)
- Bieg na 200 metrów – 22,52 (19 stycznia 2019, Columbia)
- Bieg na 400 metrów – 49,85 (11 stycznia 2013, Nowy Jork)
- Bieg na 55 metrów przez płotki – 7,14 (20 stycznia 2016, Columbia)
- Bieg na 60 metrów przez płotki – 7,43 (18 lutego 2018, Albuquerque)